# 금융의 날
금융의 날은 대한민국 국민의 저축정신을 일깨우고 저축에 대한 관심과 참여를 드높이며, 저축·보험·증권 사업을 보다 활성화시키기 위하여 제정한 기념일이며, 매년 10월 마지막 화요일이다.
1964년 9월 25일을 저축의 날로 지정한 이래 1973년 증권의 날과 보험의 날을 흡수·통합하면서 기념일을 변경하였다. 이 날은 각종 기념행사와 저축 유공자 포상을 실시하며, 저축강연회를 열기도 한다.
2016년 3월 22일 각종 기념일 등에 관한 규정이 일부 개정되어 금융의 날로 명칭이 변경되었다.